# Ampharete minuta
Ampharete minuta är en ringmaskart som beskrevs av Langerhans 1881. Ampharete minuta ingår i släktet Ampharete och familjen Ampharetidae. Inga underarter finns listade i Catalogue of Life.